# 車冑
車 冑（しゃ ちゅう）は、中国後漢末期の政治家。
建安4年（199年）、曹操が劉備を袁術討伐のために派遣した時、徐州刺史の官にあった。まもなく袁術が病死すると劉備は車冑を殺害し、徐州にて曹操から独立した。

## 三国志演義
羅貫中の小説『三国志演義』では車騎将軍の官にあり、曹操の命で劉備の代役として徐州を治める（第20回）。のち劉備が袁術討伐のため徐州まで出征してきた時、曹操から劉備殺害の密命を受ける。車冑はこれを配下の陳登に相談して策を練るが、劉備に心を寄せていた陳登はその配下の関羽・張飛に密告。同日夜、車冑は曹操からの援軍と称する軍勢を城外で出迎えるがそれは関羽らの軍による襲撃で、城内への撤退を図るも陳登から矢を射掛けられ為す術なく、最期は関羽によって斬られた（第21回）。